# 般县
般县，中国古县名。
西汉置，治所在今山东省乐陵市西南。属平原郡。北齐省。隋朝开皇十六年（596年）复置，徙治今山东省临邑县北。唐朝贞观十七年（643年）省入平昌县（治今山东临邑县北）。 